# 巴顿瀑布
巴顿瀑布（英語：Button Falls）是巴顿溪上的一個瀑布。它位於伦纳兹维尔西南方。